# Euiguanodontia
De Euiguanodontia zijn een groep ornithischische dinosauriërs behorend tot de Euornithopoda.
In 1996 kwamen Rodolfo Coria en Leonardo Salgado bij de benoeming van Gasparinisaura tot de conclusie dat deze soort basaal in de Iguanodontia geplaatst was maar nog boven Tenontosaurus. Daarom benoemden ze een engere klade, monofyletische afstammingsgroep, voor deze meer afgeleide iguanodontiërs: de Euiguanodontia, de "ware iguanodontiërs". De klade werd gedefinieerd als de groep bestaande uit de laatste gemeenschappelijke voorouder van Gasparinisaura, de Dryosauridae en de Ankylopollexia, en al zijn afstammelingen. De naamgevers ontdekten vier gedeelde afgeleide eigenschappen, synapomorfieën, van de groep: de naad tussen jukbeen en postorbitale is zijwaarts gericht; de tanden in de maxilla hebben aan de buitenste zijkant een verticale hoofdrichel; het eerste middenvoetsbeen is gereduceerd of geheel afwezig; de richel op het darmbeen als aanhechting voor de Musculus caudofemoralis brevis is breed.
Volgens Paul Sereno is het begrip overbodig daar Gasparinisaura geen belangrijke soort is en daarbij vermoedelijk ongelukkig genaamd omdat Gasparinisaura weleens helemaal niet in de Iguanodontia zou kunnen vallen.
De groep bestaat uit kleine tot reusachtige tweevoetige planteneters die van alle continenten bekend zijn. Zij ontstond vermoedelijk in het late Jura en stierf uit aan het eind van het Krijt.